# Mudigowdanahalli, Koratagere
Mudigowdanahalli là một làng thuộc tehsil Koratagere, huyện Tumkur, bang Karnataka, Ấn Độ.